# Christian Fassnacht
Christian Andreas Fassnacht (* 11. November 1993 in Thalwil) ist ein Schweizer Fussballspieler.

## Karriere

### Vereine
Fassnacht spielte in seiner Jugend für den FC Thalwil und den FC Zürich (FCZ). Er absolvierte nach der obligatorischen Schulzeit eine kaufmännische Lehre an der Sportschule Sport Academy Zurich. Beim FCZ wurde er zu dieser Zeit als zu leicht befunden, weshalb er zum FC Red Star Zürich wechselte. Es folgte 2010 die Rückkehr zum FC Thalwil, wo er von der Saison 2010/11 bis 2013/14 in der 2. Liga interregional und der 1. Liga Classic zum Einsatz kam. Ein Wechsel zum FC Schaffhausen in die Challenge League kam nicht zustande. Nach einer halben Saison beim FC Tuggen in der Promotion League wechselte er im Januar 2015 zum FC Winterthur in die Challenge League. In der Saison 2016/17, die Fassnacht beim FC Thun in der Super League verbrachte, erzielte er zehn Tore.
Zur Saison 2017/18 wurde er vom BSC Young Boys verpflichtet und steuerte elf Tore und sieben Vorlagen zum ersten Meistertitel des Vereins seit 32 Jahren bei.
Im Sommer 2023 wechselte Fassnacht zum englischen Zweitligisten Norwich City und unterschrieb dort einen Zweijahresvertrag. In der Winterpause der Saison 2024/25 kehrte er zu YB zurück, wo er einen Vertrag bis zum Ende der Saison 2026/27 unterschrieb.

### Nationalmannschaft
Am 5. Oktober 2018 wurde Fassnacht erstmals in die Schweizer Nationalmannschaft berufen. Zuvor war er nie Juniorennationalspieler der Schweiz.
Für die Europameisterschaft 2021 sowie für die Weltmeisterschaft 2022 wurde er ins Nati-Kader berufen.

## Trivia
Fassnacht ist im Opener der SRF-Sendungen Sportflash, Super League Goool und Sportpanorama in Aktion zu sehen. Der Clip wurde 2014 gedreht, als er als Amateur beim FC Thalwil spielte.
Fassnacht hat 2019 gemeinsam mit Eric Arekhandia die Modemarke Cedici gegründet.

## Titel und Erfolge
BSC Young Boys
- Schweizer Meister 2018, 2019, 2020, 2021 und 2023
- Schweizer Cupsieger 2020 und 2023